# Strákar
Strákar är ett berg i republiken Island. Det ligger i regionen Norðurland eystra, 260 km nordost om huvudstaden Reykjavík. Toppen på Strákar är 625 meter över havet.
Runt Strákar är det glesbefolkat, med 8 invånare per kvadratkilometer. Närmaste större samhälle är Siglufjörður, nära Strákar.